# Abd al-Wahhab Mutamid al-Dawla
Abd al-Wahhab Mutamid al-Dawla (Abd al-Vahhab Motamad al-Dawla) (1759-1829) conegut com a Nasat (Alegria), fou un funcionari qadjar i poeta, net d'Abd al-Wahhad que havia estat governador d'Esfahan i que li va deixar una gran fortuna (que es va gastar). Va aprendre turc i persa.
Interessat per la poesia, va exercir també alguns càrrecs a la cort i el 1809/1810 va ser nomenat cap de la cancelleria reial amb el títol de Mutamid al-Dawla. El seu amic el xa Fath Ali Shah el va enviar en missió a Napoleó. El 1817/1818 fou enviat a dominar una revolta a la província de Bakarz i la fortalesa de Gorian, prop d'Herat, dirigida pel governador Bonyad Khan. Nasat fou derrotat i fet presoner però va convèncer el rebel per escriure una carta al governador Shudja al-Dawla de Khurasan demanant perdó per la revolta i després fou alliberat i va poder retornar. El 1821 va dominar una altra revolta a l'Afganistan. L'octubre d'aquell mateix any es va establir el ministeri d'afers exteriors i Nasat en fou el primer titular (1821-1825) i de fet va exercir també com a primer ministre.
Va morir el 8 de juny de 1829 a Teheran. Va deixar nombroses poesies.